# Ummidia beatula
Ummidia beatula là một loài nhện trong họ Ctenizidae. U. beatula được miêu tả năm 1940 bởi Willis J. Gertsch & Mulaik.